# Erwachsen auf Probe
Erwachsen auf Probe war eine von der Tresor TV Produktions GmbH produzierte Doku-Soap. Die erste Staffel wurde ab dem 3. Juni 2009 auf dem Sender RTL Television ausgestrahlt. Im Verlauf der Sendung werden Jugendlichen, die selbst erwägen Eltern zu werden, Kinder anvertraut – vom Säugling bis zum Teenager. Auf diese Weise sollen die Teenager erleben, was es bedeutet, als Eltern Verantwortung zu übernehmen. Die wirklichen Eltern der Babys sind gemeinsam mit einem Expertenteam in der Nähe, um bei Bedarf eingreifen zu können. Das erklärte Ziel der Sendung besteht darin, diese und andere Jugendliche für das Problem unüberlegter Teenager-Schwangerschaften zu sensibilisieren, indem ihnen die Schwierigkeiten und Probleme vor Augen geführt werden, die mit einem Kind auf sie zukommen können. Das Format beruht auf der britischen BBC-Dokumentation „BBC Baby Borrowers“.

## Kritik
Offenbar werden einige der Kinder im Rahmen der Dreharbeiten über eine längere Zeit von den Eltern getrennt. Gegen diese Vorgehensweise haben die Bundespsychotherapeutenkammer (BPtK), der Kinderschutzbund und andere Organisationen schon im Vorfeld der Ausstrahlung massiv protestiert. Sie argumentieren damit, dass Säuglinge und Kleinkinder durch die Trennung von ihren Eltern massiv überfordert würden, was langfristig schwere psychische Schäden nach sich ziehen könne. Sie halten das Vorgehen des Senders und der Produktionsfirma für verantwortungslos. Die Bundespsychotherapeutenkammer wirft dem Sender RTL vor, er treibe „sein TV-Geschäft mit fragwürdigen Show-Experimenten voran.“ Ihrer Meinung nach sollten die Jugendämter prüfen, ob eine Kindeswohlgefährdung vorliege. Nach Ansicht der Bundesgeschäftsführerin des Kinderschutzbundes Paula Honkanen-Schoberth nimmt RTL Television Bindungsstörungen billigend in kauf. Das Familiennetzwerk, die Bundesarbeitsgemeinschaft Prävention & Prophylaxe e.V. und der Deutsche Kinderschutzbund e.V. führen Online-Petitionen gegen die Ausstrahlung der Sendung. Nach Angaben des Werbezeitenvermarkters IP Deutschland zogen auch einige Werbekunden ihre Werbespots im Ausstrahlungsumfeld von „Erwachsen auf Probe“ zurück.
Die Kommission für Jugendmedienschutz (KJM) hielt nach Sichtung der ersten Doppelfolge diese zwar für rechtlich zulässig, aber für „ethisch und pädagogisch unverantwortlich“. Anfang 2010 kritisierte die KJM insbesondere Folge 8 der Serie, in der zu sehen war, wie ein 13- und ein 15-jähriger Teenager rauchten und Bier tranken, als Verstoß gegen das Jugendschutzgesetz. „Zudem hätten die jugendlichen Test-Eltern die persönlichen Grenzen ihrer jugendlichen Schützlinge mehrfach ‚in drastischer Weise‘ überschritten, was laut KJM auf jugendliche Zuschauer desorientierend wirken könnte.“ Einer Strafe entgeht der Sender jedoch, da die Freiwillige Selbstkontrolle Fernsehen zu einer anderen Bewertung als die KJM gekommen war und die Szenen freigab.
Bei der Staatsanwaltschaft Köln gingen über 50 Anzeigen gegen Verantwortliche beim Sender und die teilnehmenden Eltern ein.